# 项梁墓
项梁墓，位于山东省菏泽市定陶区定陶镇堌堆刘村，是秦朝末年起义军领袖项梁的墓葬。如今是中华人民共和国山东省文物保护单位之一。
现存封土高2米，南北长130米，东西宽52米，占地10余亩。2006年12月7日，授予山东省文物保护单位，是一座古墓葬。